# 5626 (année hébraïque)
5626 (hébreu : ה'תרכ"ו , abbr. : תרכ"ו) est une année hébraïque qui a commencé à la veille au soir du 21 septembre 1865 et s'est finie le 9 septembre 1866. Cette année a compté 354 jours. Ce fut une année simple dans le cycle métonique, avec un seul mois de Adar. Ce fut la cinquième année depuis la dernière année de chemitta.

## Calendrier
Ce calendrier hébraïque de l'année 5626 donne les correspondances avec les dates du calendrier grégorien.
Le premier nombre dans chaque case correspond au jour du mois hébraïque. Les jours en couleurs sont des jours remarquables juifs .
| ◄◄ | 5626 | ►► |

## Événements
- Guerre austro-prussienne

## Naissances
- Moshe Mordechai Epstein

## Décès
- Samuel David Luzzatto
- Chiddushei Harim

5621 - 5622 - 5623 - 5624 - 5625 - 5626 - 5627 - 5628 - 5629 - 5630 - 5631